# Josipovo
Josipovo (1991-ig Ciganka) falu Horvátországban Verőce-Drávamente megyében. Közigazgatásilag Szópiához tartozik.

## Fekvése
Verőce központjától légvonalban 24, közúton 32 km-re keletre, községközpontjától légvonalban 5, közúton 7 km-re délnyugatra, Nyugat-Szlavóniában, a Drávamenti-síkságon, Kapinci és Bakić között fekszik.

## Története
A régészeti leletek alapján területe már a középkorban lakott volt. A falutól északra fekvő Mesarna nevű határrészen 1939-ben a bjelobrdoi kultúrához tartozó kora középkori sírokat találtak, melyeket a későbbi ásatások során a 11. századra kelteztek. A keltezést megerősíti I. András királynak itt talált egyik ezüstpénze is.
A mai település Ciganka-puszta néven a 19. század első felében keletkezett Felsőmiholjác északkeleti határrészén. Verőce vármegye Szalatnoki járásának része volt. 1857-ben 28, 1910-ben 119 lakosa volt. 1910-ben a népszámlálás adatai szerint lakosságának 92%-a magyar, 5%-a horvát, 2%-a német anyanyelvű volt. Az I. világháború után 1918-ban az új szerb-horvát-szlovén állam, majd később (1929-ben) Jugoszlávia része lett. A II. világháború végén a partizánok elűzték a magyar lakosságot, a helyükre a háború után horvátok települtek. 1991-ben 348 főnyi lakosságának 98%-a horvát nemzetiségű volt. 2011-ben a településnek 281 lakosa volt.

## Lakossága
| Lakosság változása | Lakosság változása | Lakosság változása | Lakosság változása | Lakosság változása | Lakosság változása | Lakosság változása | Lakosság változása | Lakosság változása | Lakosság változása | Lakosság változása | Lakosság változása | Lakosság változása | Lakosság változása | Lakosság változása | Lakosság változása |
| ------------------ | ------------------ | ------------------ | ------------------ | ------------------ | ------------------ | ------------------ | ------------------ | ------------------ | ------------------ | ------------------ | ------------------ | ------------------ | ------------------ | ------------------ | ------------------ |
| 1857               | 1869               | 1880               | 1890               | 1900               | 1910               | 1921               | 1931               | 1948               | 1953               | 1961               | 1971               | 1981               | 1991               | 2001               | 2011               |
| 28                 | 34                 | 67                 | 72                 | 115                | 119                | 151                | 198                | 458                | 446                | 394                | 354                | 336                | 348                | 332                | 281                |

## Nevezetességei
- A faluban 1991-ig csak harangláb állt. Ekkor építették a Rózsafüzér királynője tiszteletére szentelt mai kápolnát.
- A falu északi határában a Mesarne határrészen, egy 119 méteres tengerszint feletti magasságú dombon található a bjelobrdoi kultúra régészeti lelőhelye. A leletek alapján itt a 11. században település volt. Az első leletek, főként ékszerek még 1939-ben kerültek innen elő. A szakszerű régészeti feltárást a zágrábi régészei intézet végezte 1989 és 1995 között a szalatnoki és a verőcei múzeumok munkatársainak közreműködésével. Az ásatás eredményeként egy 11. századi temetőt tártak fel rendezett sorokban fekvő sírokkal. A csontvázas temetkezések a mezőgazdasági művelés során károkat szenvedtek. A leleteket, melyek között fülbevalók, nyakláncok, gyűrűk, gombok, hajkarikák voltak a jellemzők I. András király ezüstpénze alapján a 11. század utolsó harmadára keltezték.